# Paper Mario: Color Splash
Paper Mario: Color Splash (ペーパーマリオ カラースプラッシュ?, Pēpā Mario: Karā Supurasshu) è un videogioco a piattaforme per la console Wii U, sviluppato da Intelligent System e pubblicato da Nintendo. È il quinto capitolo della serie di Paper Mario ed il primo ad essere stato sviluppato in HD. Il gioco è uscito in Europa ed in Nord America il 7 ottobre 2016, in Australia l’8 ottobre, mentre in Giappone è uscito il 13 ottobre. È l'ultimo gioco del franchise di Mario ad essere uscito per Wii U.

## Trama
Il gioco ha inizio durante una notte buia e tempestosa con la Principessa Peach e Toad che, abbastanza preoccupati, si recano a casa di Mario per consegnagli una strana lettera arrivata dall’Isola Prisma, un isolotto lontano dal Regno dei Funghi. Il nostro eroe, abbastanza perplesso, si trova una volta apertala, un povero Toad completamente privo di colori e così decide di partire con i suoi amici per l’Isola Prisma per scoprire che cosa sta succedendo. Tuttavia al loro arrivo, i nostri se la ritrovano deserta e piena di nemici che ne stanno rubando i colori. Sospettando che ci sia lo zampino di Bowser, Mario parte quindi per rimettere le cose a posto e al tempo stesso, dovrà ritrovare le 6 vernistelle, delle stelle giganti sparpagliate per tutta l’isola. Ad accompagnarlo in questa nuova avventura ci sarà Tinto, un secchio di vernice parlante incontrato sull’isola. In seguito si scoprirà che Bowser non aveva intenzione di rubare i colori e attaccare le vernistelle. Era infatti arrivato ancor prima di Mario con l'intento di colorare il suo guscio nella fontana prismatica di Porto Prisma ma, mentre gira i colori con il suo guscio, crea il colore nero che riveste il suo corpo rendendolo malvagio e trasformandolo in "Bowser Nero". Mario e Tinto quindi affrontano Bowser Nero in un'epica battaglia finale nella quale Bowser conferma di non avere mai avuto cattive intenzioni.
Il finale vede la scomparsa del colore nero dall'Isola Prisma e la separazione di Tinto da Mario che ritorna con la Principessa Peach nel Regno dei Funghi.

## Personaggi
- Mario: il protagonista del gioco. Dovrà ricolorare l’Isola Prisma da cima a fondo servendosi del suo Martellobaleno e ritrovare le Vernistelle.
- Tinto: è un secchio di vernice che aiuta Mario nel suo cammino. Egli appare sia in forma cartacea che in 3D.
- Principessa Peach: è la principessa del Regno dei Funghi. Viene rapita da Bowser durante il gioco.
- Toad: forniscono consigli a Mario e possono essere ritrovati in ogni parte dell’isola.
- Team Rescue V: sono delle squadre di soccorso composte da dei Toad che aiuteranno Mario durante l’avventura. Le squadre sono rosse, verdi, blu, gialle e viola.
- Bowser: sembrerebbe l'antagonista della storia ma, in realtà, le sue malefatte sono dovute all'influenza di Bowser Nero su di lui.
- Luigi: il fratello di Mario. Fa dei camei in alcune aree nascoste e, verso la fine del gioco, accompagna Mario e Tinto con il suo kart al castello di Bowser per la battaglia finale.
- Bowser Nero: il vero antagonista della storia. Nato per errore quando Bowser ha mischiato i colori della fontana prismatica, acquisisce il controllo del suo corpo e ruba i colori dell'isola.

## Modalità di gioco
Come il suo predecessore per Nintendo 3DS, Paper Mario: Color Splash recupera lo stile e l’essenza dei primi capitoli della serie Paper Mario, ma con la differenza che non sarà possibile usare le mosse base o gli adesivi in battaglia. Difatti ogni attacco potrà essere effettuato usando delle carte apposite, il cui uso comporta il consumo della riserva di vernice che serviranno per colorare l’Isola Prisma. Nell’open world è inoltre possibile servirsi del Wii U GamePad per ritagliare delle aree e creare dei passaggi.
Paper Mario: Color Splash ha elementi sia di genere d'azione-avventura che di gioco di ruolo, come il suo predecessore per Nintendo 3DS. Il giocatore controlla una versione bidimensionale di Mario utilizzando il GamePad per Wii U ed esplora un mondo di carta creato per assomigliare a materiali artigianali. L'obiettivo del giocatore è recuperare le sei Vernistelle mancanti rubate da Bowser. I giocatori attraversano i livelli attraverso una mappa del mondo suddivisa a sua volta in livelli; l'obiettivo di ogni livello è raggiungere la Mini Vernistella. Dopo aver raggiunto una Mini Vernistella per la prima volta, il giocatore sblocca l'accesso a nuovi livelli. In alcuni livelli sono presenti più Mini Vernistelle.
In questi livelli, Mario può raccogliere oggetti e monete, parlare con personaggi non giocanti (NPC), completare enigmi e sfide platform e consultare Tinto, l'alleato di Mario, per avere assistenza. La novità di Color Splash è il martello da pittura, che può riempire le macchie incolori presenti in tutto il mondo.  Dopo aver riempito i punti, Mario riceve oggetti come monete. La vernice è necessaria per usare il martello ed è disponibile nelle varietà rossa, blu e gialla, che possono essere ottenute colpendo gli oggetti con il martello. Il tipo di area che il giocatore sta riempiendo determina il colore e la quantità di vernice utilizzata. Se il giocatore raccoglie "scarti di martello", può aumentare la quantità massima di vernice che può trasportare. I giocatori possono utilizzare una nuova abilità aggiuntiva chiamata "ritaglio" per raggiungere aree altrimenti inaccessibili nei livelli. Per utilizzare l'abilità, il giocatore traccia una linea tratteggiata sul touchscreen del GamePad, facendo sì che parte dell'ambiente si stacchi, esponendo segreti e nuove aree.
Quando incontra un nemico durante l'esplorazione, il giocatore entrerà in una sequenza di battaglia. Il sistema di combattimento in Color Splash è un sistema di combattimento a turni; i possibili attacchi del giocatore sono rappresentati da carte che il giocatore può raccogliere dai livelli o dai nemici sconfitti, oppure acquistare dai negozi con la valuta di gioco. Le carte possono essere usate per attaccare i nemici, prevenire danni o curare Mario e possono essere dipinte per aumentare la loro forza. Si va dagli attacchi di base con salto e martello alle carte "Cosa" che assomigliano a oggetti del mondo reale, come un estintore. Il tipo di carta determina la quantità e il colore della vernice da usare, nonché il modo in cui Mario attacca il nemico. I giocatori scelgono, dipingono e ordinano le carte con il touchscreen del GamePad. Gli attacchi nemici fanno sì che il giocatore subisca danni. Se il giocatore perde tutti i suoi punti vita, il gioco finisce. Se il giocatore sconfigge tutti i nemici presenti, torna al livello e viene ricompensato con un assortimento casuale di monete, carte, vernice e frammenti di martello.

## Sviluppo
Il gioco è stato presentato per la prima volta da Satoru Shibata, presidente di Nintendo of Europe, durante il Nintendo Direct del 3 marzo 2016, ma solo con un breve video del gameplay. Successivamente è stato rimostrato con il suo primo trailer nel corso del Nintendo Treehouse dell’E3 2016.

## Accoglienza
| Testata                          | Giudizio |
| -------------------------------- | -------- |
| Metacritic (media al {{{data}}}) | 76/100   |
| Game Informer                    | 8,5/10   |
| GameSpot                         | 7/10     |
| GamesRadar                       | 3.5/5    |
| GiantBomb                        | 2/5      |
| IGN                              | 7,3/10   |
| Nintendo Life                    | 8/10     |
| Nintendo World Report            | 9/10     |
| Polygon                          | 6.5/10   |
| ShackNews                        | 6/10     |
| USgamer                          | 3,5/5    |
| VentureBeat                      | 90/100   |

Sin dalla sua prima presentazione, Paper Mario: Color Splash è stato accolto negativamente dai fan della serie, i quali hanno criticato duramente il fatto che avesse molti elementi in comune con Paper Mario: Sticker Star, come un gameplay lontano dai primi capitoli della serie e una scarsa quantità di personaggi inediti. Nonostante ciò, il gioco non ha ricevuto recensioni troppo negative dai critici: la maggior parte delle recensioni su Metacritic lo hanno lodato per la grafica e per i diversi miglioramenti rispetto a Sticker Star, risultando in una media di voti pari a 76/100, mentre il sito di GamesRadar lo ha definito come  "uno dei giochi più confortanti da giocare nel corso dell'anno".